# 希尔梅克
希尔梅克（法語：Schirmeck，法語發音：[ʃiʁmɛk] ⓘ）是法国下莱茵省的一个市镇，属于莫尔塞姆区。

## 地理
希尔梅克（48°28'43"N, 7°13'9"E）面积11.42 平方千米，位于法国大東部大區下莱茵省，该省份为法国大陆部分最东部的省份，是阿尔萨斯的一部分，今与上莱茵省组成了阿尔萨斯欧洲集体，其南至上莱茵省，西南接孚日省和默尔特-摩泽尔省，西接摩泽尔省，北与德国接壤。
与希尔梅克接壤的市镇（或旧市镇、城区）包括：维什、巴朗巴克、拉布罗克、格朗方丹、罗托、吕斯。
希尔梅克的时区为UTC+01:00、UTC+02:00（夏令时）。

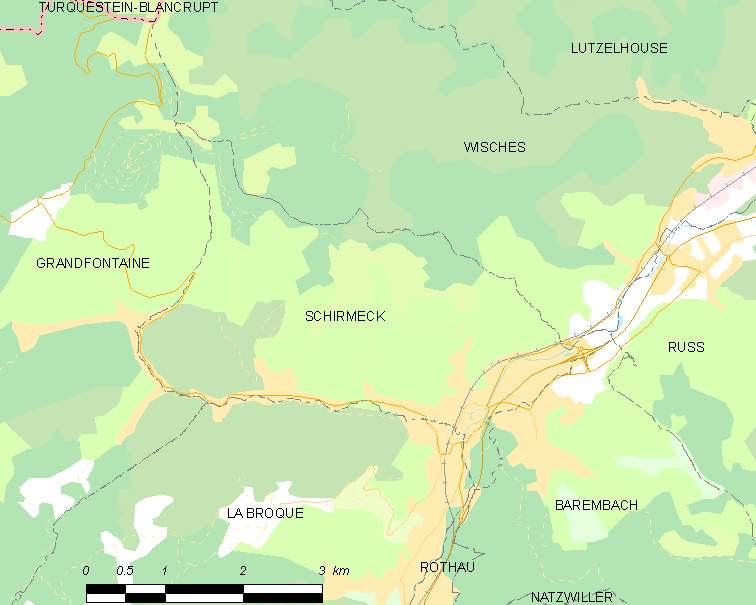
希尔梅克的OSM定位图

## 行政
希尔梅克的邮政编码为67130，INSEE市镇编码为67448。

## 政治
希尔梅克所属的省级选区为米齐格县。

## 人口

1962-2008年间希尔梅克人口变化图示

希尔梅克于2022年1月1日时的人口数量为2081人。